# Distretto di Zgorzelec
Il distretto di Zgorzelec (in polacco powiat zgorzelecki) è un distretto polacco appartenente al voivodato della Bassa Slesia.

## Geografia antropica

### Suddivisioni amministrative
Il distretto comprende 7 comuni.
- Comuni urbani: Zawidów, Zgorzelec
- Comuni urbano-rurali: Bogatynia, Pieńsk, Węgliniec
- Comuni rurali: Sulików, Zgorzelec